# داينيوس أدومايتيس
داينيوس أدومايتيس (بالليتوانية: Dainius Adomaitis)‏ مواليد 19 يناير 1974 في الجمهورية الليتوانية السوفيتية الاشتراكية، الاتحاد السوفيتي، هو لاعب كرة سلة ليتواني سابق أصبح مدرباً بدأ مسيرته الاحترافية في سنة 1993 يدرب في الدوري الليتواني لكرة السلة. يبلغ طوله 6 قدم 7 بوصة (2.0 م). مثّل منتخب بلاده. شارك في مسابقة كرة السلة في الألعاب الأولمبية الصيفية. اعتزل اللعب في 2009.

## فرق لعب لها
- زالغيريس لكرة السلة
- بي سي إم جرافيلين

## روابط خارجية
- داينيوس أدومايتيس على موقع الاتحاد الدولي لكرة السلة (الإنجليزية)
- داينيوس أدومايتيس على موقع كرة السلة الأوروبية.كوم (الإنجليزية)
- داينيوس أدومايتيس على موقع ريلجم (الإنجليزية)
- داينيوس أدومايتيس على موقع بروبوليرز (الإنجليزية)
- داينيوس أدومايتيس على موقع سبورتس رفرنس (الإنجليزية)
- داينيوس أدومايتيس على موقع أوليمبيديا (الإنجليزية)